# Maria de Rússia (duquessa de Saxònia-Coburg Gotha)
Maria de Rússia   (Puixkin, 17 d'octubre de 1853 - Zúric, 24 d'octubre de 1920) nom amb que es coneixia, Maria Alexandrovna Romanov, duquessa de Saxònia-Coburg Gotha. Gran duquessa de Rússia casada amb un príncep britànic. Descendents seus són el rei Miquel I de Romania i la gran duquessa Maria de Rússia. Va ser la sisena filla i única supervivent d'Alexandre II de Rússia i Maria de Hessen i del Rin; va ser duquessa d'Edimburg i més tard duquessa de Saxònia-Coburg i Gotha com a esposa d'Alfred, duc de Saxònia-Coburg i Gotha . Era la germana petita d'Alexandre III de Rússia i la tia paterna de l'últim emperador de Rússia, Nicolau II .

## Biografia
La Gran Duquessa Maria Alexandrovna va néixer al Palau d'Alexandre a Tsàrskoie Seló el 17 d'octubre de 1850, Va ser la sisena filla i l'única supervivent dels vuit fills del tsar Alexandre II de Rússia i la seva primera esposa, l'emperadriu Maria Alexandrovna (de soltera princesa Maria de Hessen i del Rin). i, per tant, era germana del tsar Alexandre III de Rússia, tia del tsar Nicolau II de Rússia i de la princesa Helena de Rússia. En el moment del seu naixement, el seu avi, Nicolau I, era al tron rus i el seu pare era Tsesarevitx. El 1855, quan Maria tenia disset mesos, Nicolau I va morir i el seu pare es va convertir en el nou emperador rus. La Gran Duquessa va créixer com l'única nena amb quatre germans grans i dos de més petits. No coneixia la seva única germana, Alexandra, que havia mort abans que ella naixés. La mateixa Maria gairebé va morir d'una malaltia de gola als set anys.
La infància de Maria va transcórrer entre luxe i esplendor als grans palaus i finques rurals propietat dels Romanov. La residència principal de la família era el Palau d'Hivern de Sant Petersburg, amb seix-centes habitacions, amb una altra residència a Gatchina, seixanta-cinc quilòmetres al sud. A l'estiu, la família s'allotjava a Peterhof, un gran complex amb granges, cases rurals i diversos pavellons al golf de Finlàndia . Des de finals d'estiu fins a l'hivern, la família imperial es va traslladar a Tsarskoie Selo, la ciutat imperial, on els Romanov tenien el Palau de Caterina i el Palau d'Alexandre. A l'illa dels nens, situada en un estany al parc del Palau d'Alexandre, Maria tenia la seva pròpia caseta privada, prohibida als adults, que feia servir amb els seus germans com a caseta de jocs. El seu pare va afegir una granja, construïda per al seu gaudi quan tenia vuit anys.
La Maria era estimada pels seus pares. La seva institutriu, Anna Tyutcheva (1829–1889), filla del cèlebre poeta Fiódor Tyutchev, va reflexionar que «tota la família adora aquesta nena» i que els seus pares «la cobreixen de petons i afecte». L'emperadriu Maria sentia una «adoració il·limitada» per la seva única filla supervivent. Alexandre II gaudia passant temps amb ella i la considerava la seva filla preferida. Va dir a Anna Tyutcheva que «gairebé cada vespre vinc a donar sopa a aquest petit querubí. Aquest és l'únic minut agradable de tot el meu dia, l'únic moment en què oblido els problemes que em pesen». Quan s'avorria amb els seus estudis, irrompia al despatx del seu pare i interrompia les seves reunions amb els seus ministres.
La Maria tenia una relació estreta amb els seus germans. La seva institutriu va assenyalar que «no suporta que algú renya algun dels seus germans. Això la porta a un estat de veritable desesperació». L'emperadriu Maria tenia els pulmons febles i havia de viatjar constantment a Alemanya i al sud d'Europa per escapar dels durs hiverns russos. Sovint s'enduia els seus tres fills petits amb ella en aquests viatges, així que Maria es va fer especialment propera als seus dos germans petits, Sergei i Paul.
Envoltada només de germans, Maria va créixer com una noia mascle, amb un caràcter independent i una forta voluntat. «És absolutament genuïna i mai canvia davant dels desconeguts», va observar Anna Tyutcheva, i va afegir que «Està acostumada a ser el centre del món i que tothom se li cedeix». Tyutcheva va descriure la seva alumna com a «tossuda i inflexible», comentant que «no es pot tractar-la amb brusquedat ni raonar gaire amb ella».

### Educació
Educada a la cort russa de Sant Petersburg, desenvolupà un caràcter dur, distant i fred que al llarg de la seva vida es refermaria després dels assassinats del seu pare el tsar Alexandre II de Rússia, del tsar Nicolau II de Rússia i la seva família, dels seus germans: el gran duc Pau de Rússia i el seu fill i de la seva cunyada la princesa Elisabet de Hessen-Darmstadt, a més de la gran majoria de la família Romanov de Rússia.
Maria va ser educada a la cort russa sota l'estricte règim de la seva institutriu, la comtessa Alexandra Tolstaya. Maria va ser la primera gran duquessa russa que va ser criada per mainaderes angleses i que parlava anglès amb fluïdesa. A més del seu rus nadiu, també va assolir un domini total de l'alemany i el francès. L'agost de 1867, mentre la família imperial era al Palau de Livadia, a Crimea, Mark Twain va conèixer Maria i els seus pares. El famós escriptor americà la va descriure com "d'ulls blaus, modesta i bonica". Com molts contemporanis, Twain va notar la influència que la jove Gran Duquessa tenia sobre el seu pare.

## Compromís

###### Trobada amb el príncep Alfred

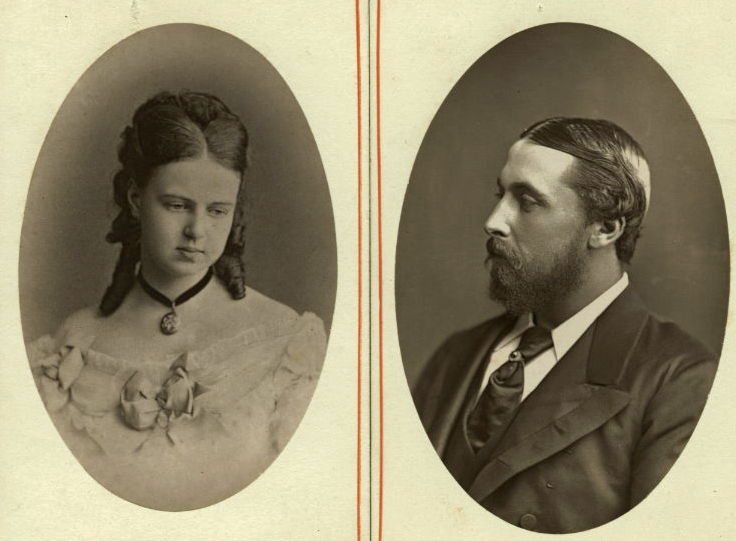
La Gran Duquessa Maria Alexandrovna i el Príncep Alfred al voltant de l'època en què es van conèixer, 1868

Durant una visita als seus parents materns, els prínceps de Battenberg, a Jugenheim l'agost de 1868, la gran duquessa Maria Alexandrovna, que aleshores tenia catorze anys, va conèixer el príncep Alfred, duc d'Edimburg. Alfred, el segon fill de la reina Victòria, era un jove tímid i atractiu, amb una carrera a la marina britànica. Estava visitant la seva germana, la princesa Alícia, que estava casada amb la cosina germana de Maria. El viatge d'Alfred arreu del món amb la Royal Navy el va mantenir allunyat, viatjant durant els dos anys següents. Maria i el príncep Alfred es van tornar a veure l'estiu de 1871, quan Alexandre II i la seva esposa van visitar de nou els Battenberg al seu palau. L'emperador i l'emperadriu anaven acompanyats per Maria, de disset anys, i els seus dos germans grans. Alfred també hi era, juntament amb el príncep i la princesa de Gal·les . Durant aquell estiu, la Maria i l'Alfred es van sentir atrets l'un per l'altre, passant els dies passejant i parlant junts. Tenien una passió comuna per la música; Alfred era un violinista aficionat entusiasta, mentre que Maria tocava el piano. Tot i que desitjaven casar-se, no es va anunciar cap compromís i Alfred va tornar a Anglaterra. Els seus pares estaven en contra del partit. Alexandre II no volia perdre la seva filla, a qui estava profundament unit. Va presentar la joventut de la seva filla com el principal obstacle i va suggerir un període d'espera d'almenys un any abans de prendre cap decisió definitiva. L'emperador també es va oposar a un gendre britànic, a causa del sentiment antibritànic general a Rússia després de la Guerra de Crimea. L'emperadriu considerava els costums britànics com a peculiars i els anglesos com a freds i hostils. Estava convençuda que la seva filla no seria feliç allà. Tanmateix, la negociació matrimonial va començar el juliol de 1871, només per aturar-se el 1872.

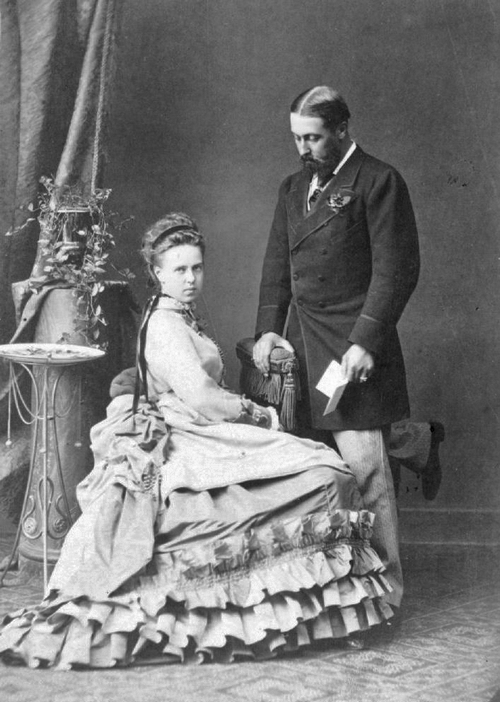
Fotografia de compromís de la Gran Duquessa Maria Alexandrovna i el Príncep Alfred, 1873

### Negociacions
La reina Victòria també estava en contra del partit. Cap príncep britànic s'havia casat mai amb una Romanov; ella preveia problemes amb la religió ortodoxa de Maria i la seva educació russa. La reina considerava que Rússia era en general "hostil" envers Gran Bretanya i també sospitava dels moviments russos en direcció a l'Índia. Per tant, Victòria es va consternar quan va sentir que les negociacions oficials s'havien reprès el gener de 1873. Corrien rumors per Sant Petersburg que Maria s'havia compromès amb el príncep Nikolai Golitsyn, l'ajudant de camp de l'emperador, i la seva família estava ansiosa per veure-la establerta. Alfred es va negar a creure aquells rumors i estava disposat a lluitar per casar-se amb la persona que estimava. Per tant, la reina Victòria es va empassar l'orgull i no va dir res. Ambdues mares van continuar buscant altres parelles per als seus fills, però Alfred i Maria no volien ningú més. A Maria no li agradaven ni el príncep de Württemberg ni el príncep de Mecklenburg-Strelitz, que li van ser presentats com a alternatives. Com que l'emperadriu no va aconseguir trobar un príncep alemany acceptable per a la seva filla, Alfred, l'emperadriu i la seva filla van reunir-se a Sorrento, Itàlia, a mitjans d'abril de 1873. La reunió no va anar com estava previst perquè Maria va tenir febre i Alfred només va poder passar poc temps amb ella. Aquell any, hi va haver una disputa anglo-russa sobre la frontera afganesa. Els ministres de la reina van pensar que un matrimoni podria ajudar a alleujar la tensió entre els dos països, encara que només fos posant els monarques en contacte més estret entre ells.

## Matrimoni
L'any 1874 es casà amb el príncep Alfred del Regne Unit al Palau d'Hivern de Sant Petersburg. La vida de la jove gran duquessa no fou fàcil a la cort anglesa; en primer lloc, pel caràcter reservat de la jove, en segon, per la voluntat del seu pare de garantir-li el títol d'altesa imperial, i en tercer, per la pressió del tsar perquè la seva filla tingués precedència a la seva cunyada la princesa Alexandra llavors princesa de Gal·les. Aquest feu predisposar la reina Victòria I del Regne Unit, bastant allunyada de la sumptuositat russa, contra la nova princesa.

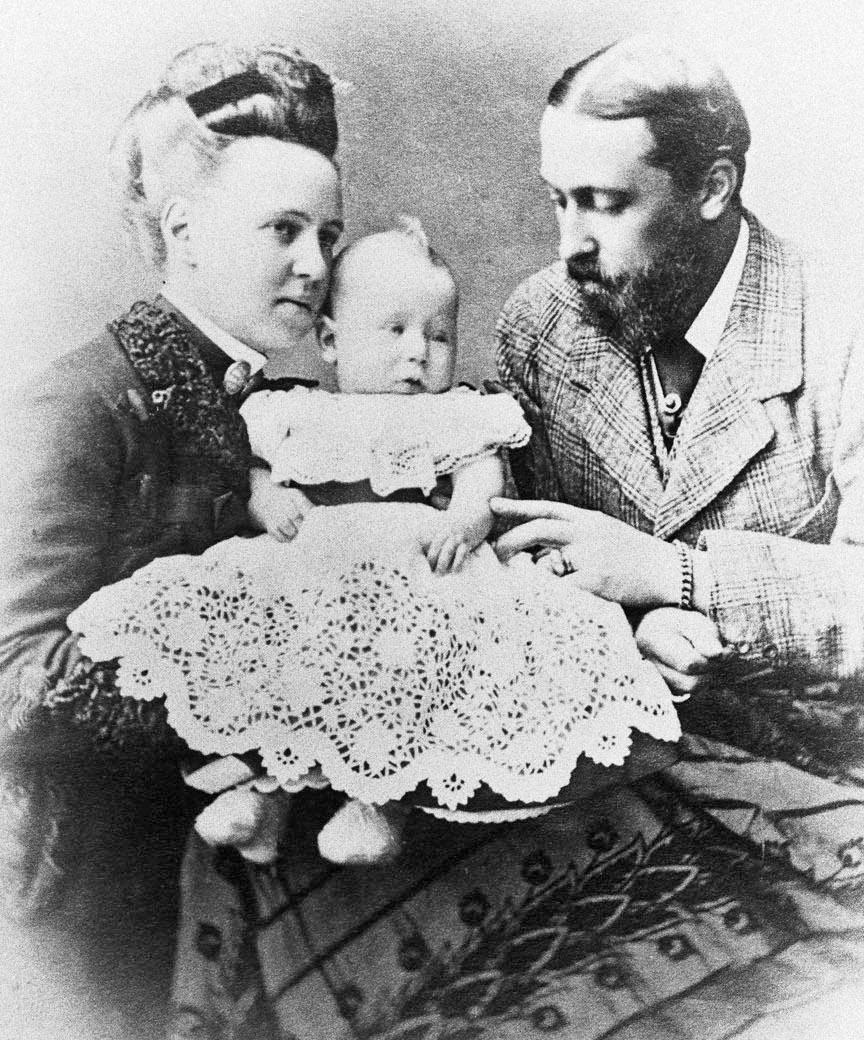
Maria de Rússia amb el seu marit Alfred, Duc d'Edimburg i el seu fill gran.

El matrimoni, conegut amb el títol de ducs d'Edimburg des de 1874, tingueren cinc fills:
- SAR el príncep alfred del Regne Unit, nascut a Londres el 1875 i mort a Merano el 1899.

- SAR la princesa Maria del Regne Unit, nascuda a Londres el 1875 i morta a Bucarest el 1938. Es casà amb el rei Ferran I de Romania a Bucarest el 1893.

- SAR la princesa Victòria Melita del Regne Unit, nascuda al Palau de Sant Antoni de Malta el 1876 i morta a Niça el 1936. Es casà amb el gran duc Ernest Lluís IV de Hessen-Darmstadt del qual es divorcià i es tornà a maridar amb el gran duc Ciril de Rússia.

- SAR la princesa Alexandra del Regne Unit nascuda a Coburg el 1878 i morta a Schwabisch Hall a Baden-Württemburg el 1942. Es casà amb el príncep Ernest de Hohenlohe-Lagenburg.

- SAR la princesa Beatriu del Regne Unit nascuda a Eastwell Park de Kent el 1882 i morí a Sanlúcar de Barrameda Cadis el 1966. Es casà el 1909 a Coburg amb l'Infant espanyol Alfons d'Orleans-Borbó.

Al llarg de la seva vida sempre es mantingué recelosa al Regne Unit i intentà de totes totes que les seves filles s'aproximessin a la cort russa que ella considerava més culta, refinada i pomposa que l'aburgesada cort britànica. L'any 1893 fou, junt amb el seu marit, declarada duquessa de Saxònia-Coburg Gotha.
La Revolució Russa (1917) significà un greu cop per la gran duquessa, ja que la privava de les seves importantíssimes rendes russes i veia com la majoria de la seva família moria a mans dels bolxevics: des d'un germà, fins al mateix tsar moriren entre els anys 1917 i 1919. Amb la caiguda de l'Imperi Alemany (1918) també quedava privada de les seves rendes provinents del ducat de Saxònia-Coburg Gotha i es trobà en la més absoluta de les misèries. Hagué de partir a l'exili i s'instal·là a Zúric, on morí l'any 1920.
El juny de 1873, Alexandre II es va reunir amb la seva dona i la seva filla a Ems, i Alfred va ser convidat a reunir-se amb elles a Jugenheim. L'Alfred va arribar a principis de juliol. L'11 de juliol va demanar la mà de Maria i ella el va acceptar. Ell tenia gairebé vint-i-nou anys; ella en tenia dinou. Va enviar un telegrama des d'Alemanya a la seva mare: "Maria i jo ens hem promès aquest matí. No puc dir quant content estic. Espero que la vostra benedicció recaigui sobre nosaltres." La reina li va enviar felicitacions, però va limitar els seus dubtes al seu diari l'11 de juliol de 1873: "Com que no coneixia Marie, i com que encara hi pot haver moltes dificultats, els meus pensaments i sentiments són força contradictoris." Quan va donar la notícia a la seva filla gran, la princesa hereva Victòria de Prússia, la reina Victòria simplement va dir: "L'assassinat ha estat descobert."

### Dot
L'emperador Alexandre II va proporcionar a la seva filla Maria una important indemnització. Els informes periodístics contemporanis de Londres van proporcionar una visió detallada de les disposicions del tractat matrimonial entre Gran Bretanya i Rússia, que abordava els acords financers de la parella. Segons The Times, Maria rebria el següent:
- 500.000 rubles (aproximadament 150.000 lliures), tal com fixen les lleis fonamentals de l'Imperi Rus per a les filles dels emperadors. El capital havia de romandre dipositat a Rússia amb el Departament d'Apanatges, pagant una renda del 5% (25.000 rubles, o unes 7.500 lliures);
- 75.000 rubles addicionals (aproximadament 22.500 lliures) anuals, com a mostra de "l'afecte particular de l'Emperador, que no s'ha de considerar un precedent per al futur";
- Una part especial per matrimoni d'1.000.000 de rubles (300.000 lliures), amb el capital també a Rússia, que paga una renda del 5% anual (50.000 rubles, o unes 15.000 lliures, pagades semestralment); i
- Maria també havia de mantenir el control del seu capital privat de 600.000 rubles (180.000 lliures esterlines).[47]

Els ingressos anuals de les tres primeres provisions van ascendir a 150.000 rubles (aproximadament 45.000 lliures), excloent la fortuna privada de Maria de 600.000 rubles (180.000 lliures), tot i que les fluctuacions en els tipus de canvi van fer que 150.000 rubles tinguessin un valor aproximat de 14.300 lliures durant les primeres dècades del segle XX. El tractat també especificava que Maria tenia la llibertat de fer qualsevol contribució a les despeses de la llar de la parella com volgués, però que els deutes i les obligacions de la seva llar no serien comuns per a tots dos. Si Maria sobrevisqués a Alfred, rebria una renda vitalícia de 6.000 lliures de la Llista Civil Britànica.
Si Maria morís abans que Alfred deixant fills, la seva part matrimonial i la seva fortuna privada serien destinades al seu benefici. Si ella moria abans que ell sense fills, Alfred rebria una suma global de 250.000 rubles (75.000 lliures) de l'acord matrimonial "ordinari", i gaudiria de la part restant de l'acord ordinari durant la seva vida, després de la qual cosa revertiria a l'emperador de Rússia. La part del matrimoni "especial" revertiria immediatament a l'Emperador si no hi hagués fills.
L'emperador Alexandre II també va atorgar a la seva única filla algunes de les millors joies que posseïen els Romanov, incloent-hi els safirs que havia heretat de la seva mare, l'emperadriu Alexandra Feodorovna (de soltera princesa Carlota de Prússia) i una parure que havia pertangut a Caterina la Gran. Com a regal de noces, l'emperador va encarregar una parura completa de diamants i robins birmans al joier de la cort Bolin. Entre les seves altres joies hi havia un kokoshnik fet de diamants, que també es podia portar com a collaret. George Greville, 4t comte de Warwick, va recordar més tard que "vaig veure les joies més fines que he vist mai a la meva vida" quan va visitar la casa de Maria a Eastwell i que "un hauria pensat que s'havia saquejat el món per posar aquests tresors als peus de la duquessa, i semblava que n'hi havia prou per a tota una família reial en lloc de per a un sol membre". Alexandre II va regalar a Maria un extravagant aixovar que va costar 40.000 lliures. Incloïa "50 vestits magnífics, sense incloure vestits de ball, per no parlar de les esplèndides pells i puntes a 1.000 rubles la iarda". Va nomenar Alfred coronel honorari d'un regiment de guàrdies russos i fins i tot va posar el seu nom a un cuirassat rus: el Gerzog Edinburgsky.
Una setmana després del compromís, la proposta d'aliança anglo-russa va experimentar la seva primera crisi. La reina Victòria va demanar a l'emperador que portés Maria a Escòcia, perquè pogués conèixer la seva futura nora. Alexandre II s'hi va negar. L'emperadriu va suggerir que es trobessin tots a Colònia. Victòria ho va qualificar de "simplement impertinent" que "jo... que he estat gairebé vint anys més al tron que l'emperador de Rússia... i que sóc una sobirana regnant... hagi d'estar disposada a córrer a la més mínima crida dels poderosos russos... com qualsevol petita princesa". Victòria també es va fer impopular rebutjant l'oferta de l'emperador de nomenar el príncep de Gal·les coronel d'un regiment rus i exigint que se celebrés un servei matrimonial anglicà a Sant Petersburg juntament amb la cerimònia ortodoxa. Però Maria esperava amb alegria el seu matrimoni: "Que feliç sóc de pertànyer-li. Sento que el meu amor per ell creix diàriament. Tinc una sensació de pau i felicitat inexpressable i una impaciència il·limitada per ser completament seva."

## Matrimoni

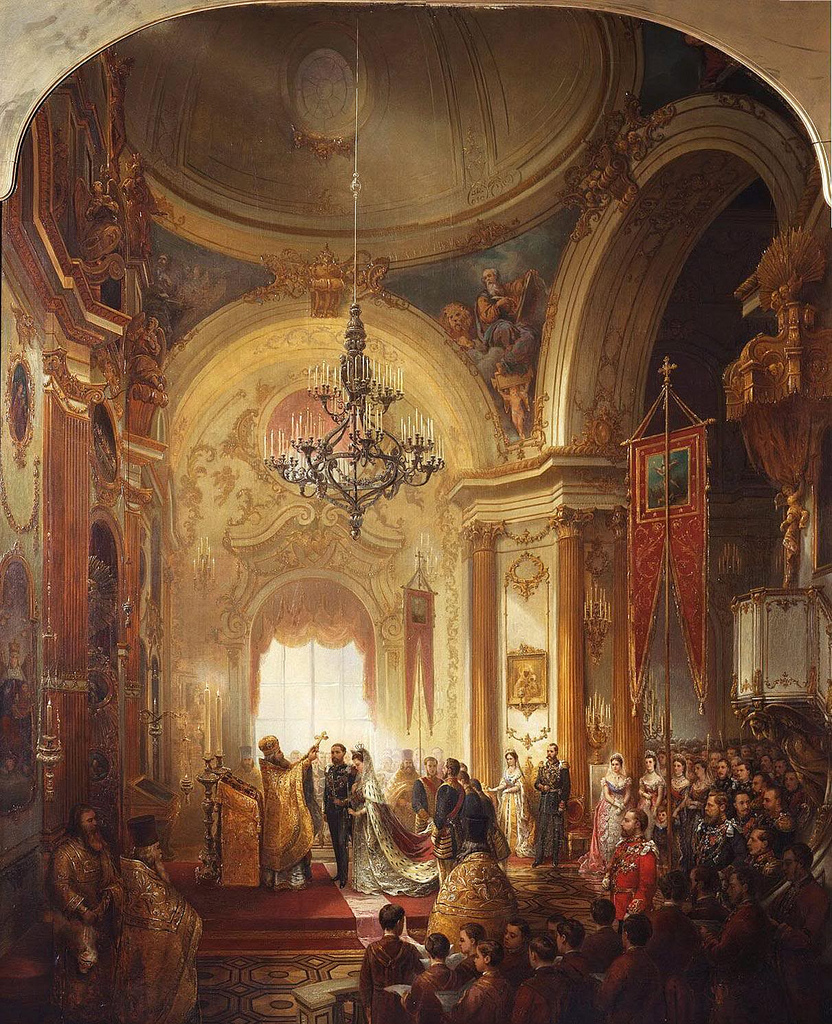
El casament de la Gran Duquessa Maria Alexandrovna i el Príncep Alfred al Palau d'Hivern, 23 de gener de 1874

El 4 de gener de 1874, Alfred va arribar a Sant Petersburg per al casament i es va allotjar al Palau d'Hivern. Els altres convidats britànics van arribar el 18 de gener. El casament es va celebrar amb gran esplendor a la Gran Església del Palau d'Hivern el 23 de gener [C.J. 11 de gener] de 1874   de gener La reina Victòria va estar representada pel seu fill gran, Albert Eduard, i la seva esposa Alexandra, germana de Tsesarevna Maria Feodorovna (de soltera princesa Dagmar de Dinamarca). La filla gran de la reina, Victòria, i el seu marit Frederic, príncep hereu d'Alemanya, també hi eren presents.
La cerimònia del casament constava de dues parts. El servei ortodox va tenir lloc primer i va ser oficiat pels metropolitans de Sant Petersburg, Moscou i Kíev a la Capella Imperial. Els grans ducs Vladimir, Alexei i Sergei i el germà del nuvi, el príncep Arthur, duc de Connaught i Strathearn, es van rellevar mútuament per torns sostenint les corones d'or sobre el cap dels nuvis. Maria portava una corona brillant i un mantell de vellut carmesí amb rivets d'ermini i una branqueta de murtra, enviats especialment per la reina Victòria. Alfred portava l'uniforme de la Royal Navy. L'emperador va semblar pàl·lid durant tota la cerimònia i va dir després: "És per a la seva felicitat, però la llum de la meva vida s'ha apagat". Després d'això, els nuvis van beure tres cops cadascun d'una copa de vi. El servei va concloure amb la parella agafant-se de les mans sota l'estola del sacerdot. Després tots van anar a l'Alexander Hall, on Arthur P. Stanley, degà de Westminster, va fer marit i muller a Alfred i Maria segons els ritus de l'Església d'Anglaterra. Els dos serveis van anar seguits d'un banquet al palau. La famosa cantant d'òpera Adelina Patti va cantar per als convidats. La vetllada va acabar amb un ball al Sant Jordi.
Aquella nit a Anglaterra, la reina Victòria va portar l'Orde de Santa Caterina al seu vestit i va brindar per la jove parella. Els membres de la seva cort que havien viatjat a Sant Petersburg van quedar impressionats per l'abast de les celebracions, recepcions i entreteniments que marcaven el matrimoni anglorus. El general de divisió Sir Howard Craufurd Elphinstone va assenyalar que, en una sala, es va servir el sopar a cinc-centes persones en cinquanta taules diferents, amb "palmeres i plantes exòtiques... utilitzades en tanta mesura que donen al lloc l'aspecte d'un hivernacle... la calor de les habitacions era gairebé insuportable, i diverses dames van sortir de la sala de ball desmaiades". Lady Augusta Stanley va resumir el casament en tres paraules: "Quin dia".
Alfred i Maria van passar la nit de noces al Palau d'Alexandre a Tsarskoe Selo. Alexandre II havia encarregat una luxosa suite de lluna de mel a la planta baixa, amb l'esperança que això persuadís la jove parella de quedar-se a Rússia. Després d'una curta lluna de mel a Tsarskoe Selo, però, Alfred i Maria van deixar Rússia per viure a Anglaterra. Alexandre II mai va perdre l'esperança que tornarien, i la suite de lluna de mel es va conservar per a la parella durant dues dècades. El 1894, es va convertir en el dormitori de l'últim emperador i la seva esposa, Nicolau II i Alexandra, que eren nebot de Maria i neboda d'Alfred respectivament.

## Duquessa d'Edimburg

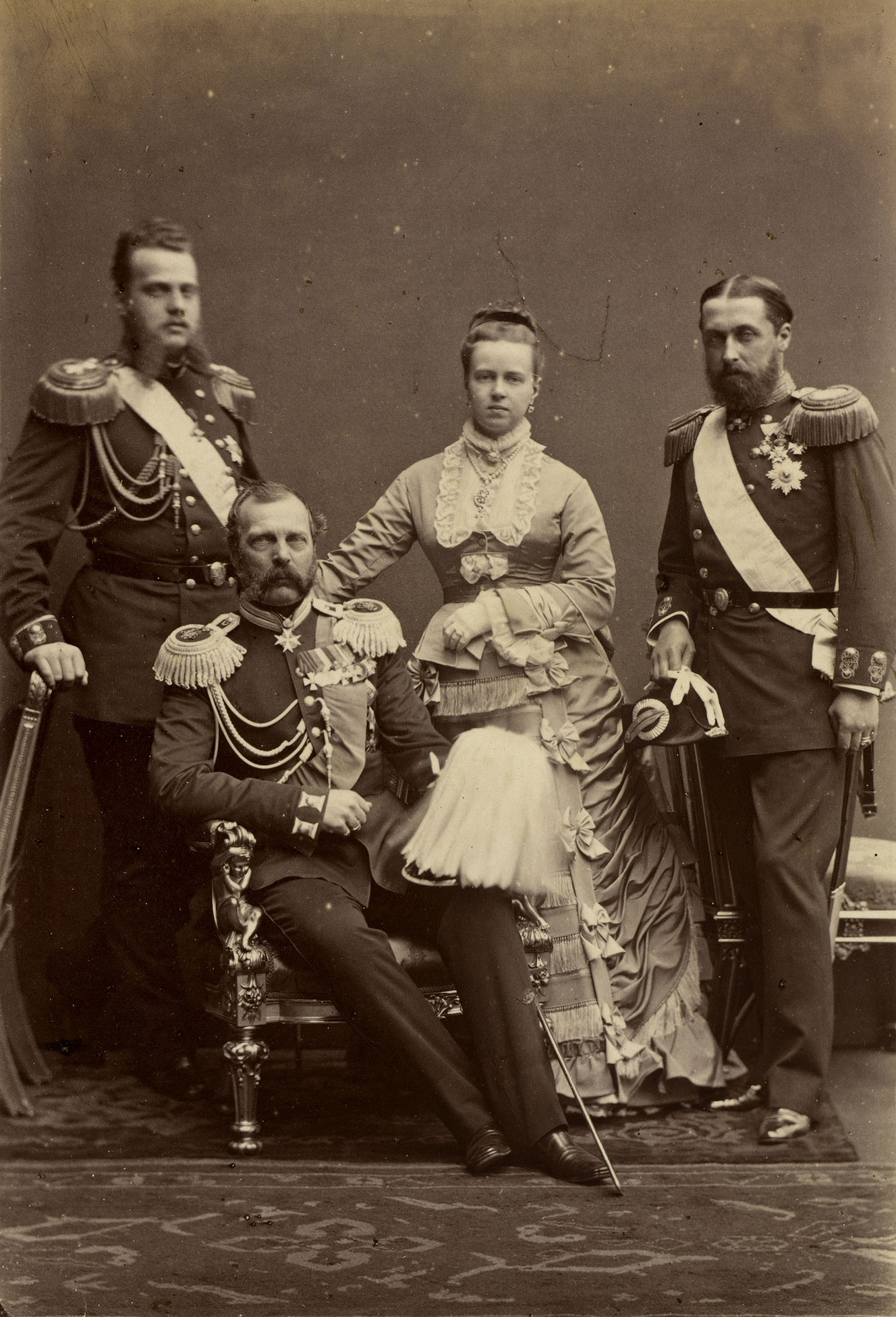
El Gran Duc Alexei Alexandrovich, l'Emperador Alexandre II, la Gran Duquessa Maria Alexandrovna i el Príncep Alfred, Duc d'Edimburg, maig de 1874

### Arribada a Anglaterra
El duc i la duquessa d'Edimburg van arribar a Anglaterra el 7 de març de 1874. La ciutat de Windsor va ser decorada en el seu honor, amb banderes de la Unió i russes, i Maria va ser ben rebuda per la multitud que l'esperava. La reina Victòria els va rebre a l'estació South-Western
 i va registrar la seva arribada al seu diari: "Vaig agafar la estimada Marie en braços i la vaig besar calorosament diverses vegades. Estava força nerviosa i tremolant, feia tant de temps que l'esperava... La estimada Marie té maneres molt amables, una cara agradable, una pell bonica i uns ulls brillants... Parla anglès meravellosament bé". Més tard, la reina Victòria va descriure la seva nova nora com "molt agradable natural, sense afectacions i educada", fins i tot si "no era bonica ni elegant i es portava malament". «M'he format una alta opinió d'ella», va informar la reina Victòria, impressionada pel «seu temperament meravellosament equilibrat, alegre i satisfet; el seu caràcter amable i indulgent, lliure de fanatisme i intolerància, i la seva ment seriosa i intel·ligent —tan completament lliure de tot allò que és ràpid— i tan plena d'ocupació i interès per tot, la converteixen en una companya molt agradable. A tothom li deu agradar». La reina també va assenyalar que Maria «no tenia gens de por d'Affie i espero que tingui la millor influència sobre ell».
El duc i la duquessa d'Edimburg van fer la seva entrada pública a Londres el 12 de març. Milers de persones van fer cua al llarg de la ruta des de l'estació de Paddington fins al Palau de Buckingham per veure la nova princesa britànica.
Alfred i Maria es van mudar a Clarence House, a Londres, que era la seva residència principal a Anglaterra. Es va instal·lar una capella ortodoxa per a ella i el sacerdot rus que havia portat de Sant Petersburg. A més, tenien una casa de camp, Eastwell Park, una gran finca de 2.500 acres prop d'Ashford a Kent, on el duc gaudia de les partides de caça.
Per alleujar la nostàlgia de la seva filla, l'emperador i el seu fill, el gran duc Alexei, van fer una visita familiar a Anglaterra el maig de 1874.

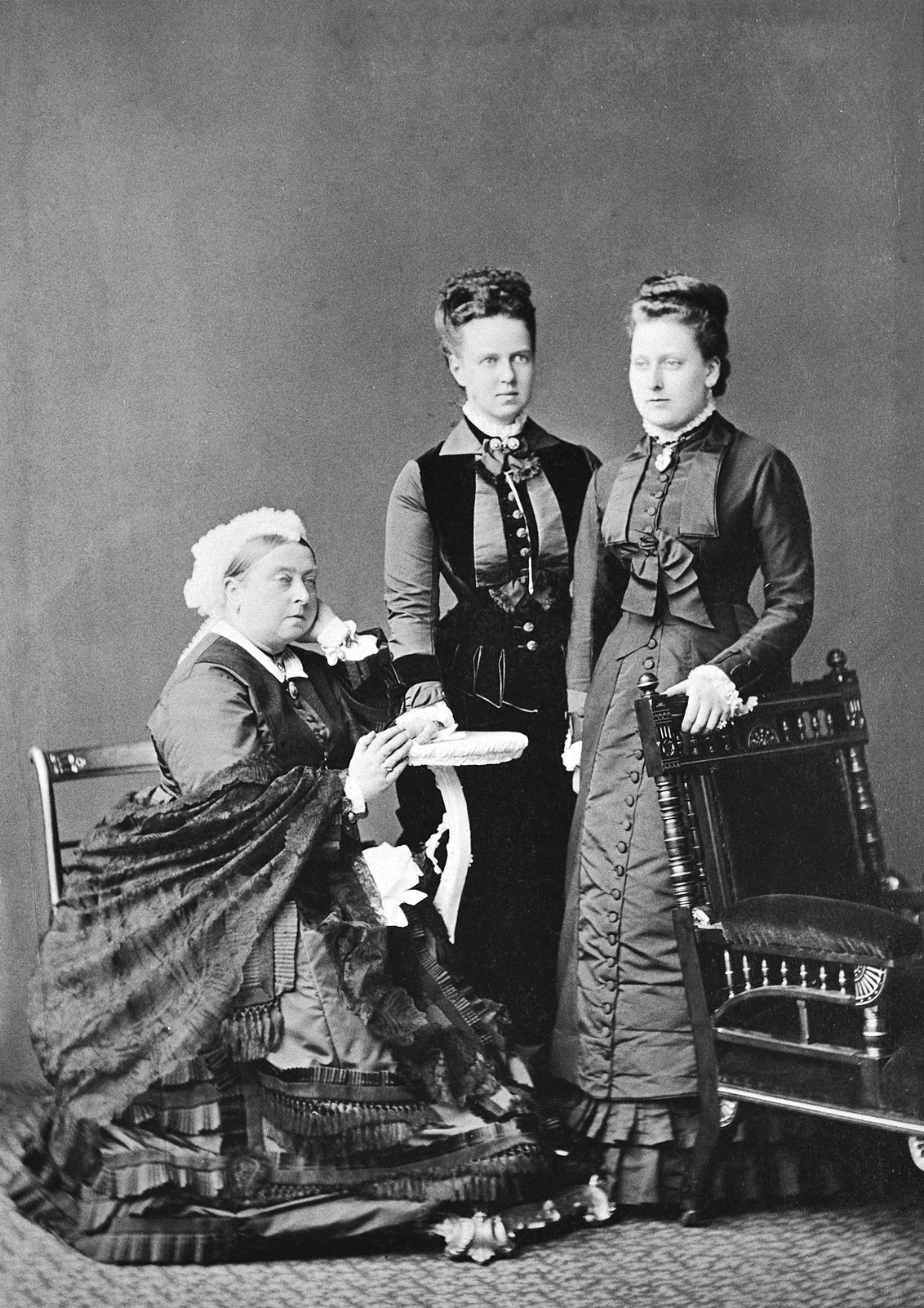
La reina Victòria, la duquessa d'Edimburg i la princesa Beatriu

### La duquessa i la reina Victòria
Maria sovint es barallava amb la seva sogra sobre com s'havia de tractar amb ella a la cort. Com a filla d'un emperador, era una Altesa Imperial que tenia precedència sobre totes les grans duquesses de Rússia. Un cop es va casar amb el seu marit, només tenia dret a l'etiqueta d'Alteza Reial. L'emperador Alexandre II va al·legar que la seva filla havia de continuar sent titulada d'Alteza Imperial, no d'Alteza Reial, "com en tots els països civilitzats". La reina Victòria va respondre que no li importava si s'utilitzava l'imperi o no, sempre que el reial fos el primer. També hi havia el problema afegit que Maria era alhora duquessa d'Edimburg i gran duquessa de Rússia, i quin títol s'havia d'escriure primer era un tema controvertit.
En represàlia per la disputa sobre la precedència, la duquessa d'Edimburg es va complaure a mostrar les seves magnífiques joies. Les princeses britàniques estaven clarament geloses dels seus diamants, igual que la reina Victòria. Meriel Buchanan, filla de l'últim ambaixador britànic a la Rússia Imperial, va descriure el primer saló de Maria: "La reina va comparar la tiara de la duquessa amb les de les seves filles, encongint-se d'espatlles com un ocell amb el plomatge arrugat, amb la boca arrugada a les cantonades, amb una expressió que els que la coneixien havien après a témer."
Quan va visitar Escòcia, Maria es va quedar congelada a la seva habitació sense calefacció al castell de Balmoral i va ordenar que encenguessin un foc. Quan va ser fora, la reina Victòria va entrar a l'habitació i va ordenar a una criada que tirés aigua al foc i obrís totes les finestres.
La relació de la Maria amb la seva sogra es va deteriorar. Va escriure cartes al seu pare descrivint la reina Victòria com una "vella ximple, tossuda i ximple". L'emperadriu Maria estava enfadada amb la reina Victòria i va escriure: "Si he de ser franca, és difícil prendre seriosament una sogra així, i ho sento per la Maria". La filla de Maria, la reina Maria de Romania, va reflexionar que: "No crec que a la meva mare sempre li fos fàcil ser la nora de la reina Victòria, tot i que es tenien un gran respecte l'una per l'altra".
Maria estava enfadada perquè la reina Victòria s'oposava al matrimoni de la seva néta, la princesa Elisabet de Hessen i del Rin, amb el germà favorit de Maria, el gran duc Sergei. L'agost de 1883, va escriure: "aquella feliç i tan completament satisfactòria... perspectiva del matrimoni del meu germà Sergei crec que s'esfondrarà, sota la deplorable influència de la reina... Sabia que des del principi s'hi va oposar dient que només havia sentit els seus elogis, però que ell havia tingut la pitjor de totes les desgràcies, era rus i ja n'hi havia prou d'un sol rus a la família (és a dir, jo, és clar)".

### A la cort britànica
La Maria va tenir cinc fills. Nou mesos després del casament, va donar a llum el seu primer fill i únic fill supervivent, el jove Alfred, al Palau de Buckingham el 15 d'octubre de 1874. La seva mare va venir a Londres durant el confinament per visitar la Maria i conèixer el seu nét. El 29 d'octubre de 1875 a Eastwell Park, va donar a llum el seu segon fill i la seva primera filla, a qui va anomenar Marie, en honor a ella mateixa i a la seva mare. Maria va commocionar la societat britànica alletant els nens ella mateixa. Mentre la duquessa era a Malta amb el seu marit, que hi estava destinat com a oficial de la Royal Navy, va donar a llum la seva segona filla, Victòria Melita, el 25 de novembre de 1876. L'1 de setembre de 1878 va donar a llum la seva tercera filla, Alexandra, al Palau de Rosenau a Coburg. El 13 d'octubre de 1879, Maria va donar a llum prematurament un fill mort a Eastwell Park. El 20 d'abril de 1884 va donar a llum la seva quarta filla, Beatrice, també a Eastwell Park. Anys més tard, va lamentar haver tingut només cinc fills: "L'únic moment veritablement celestial és el naixement del nen. Això no es pot comparar amb res més. Crec que si hagués tingut ni que fos una dotzena de fills, hauria mantingut la mateixa sensació".
La residència principal de la família era Clarence House. La tardor, el Nadal i el Cap d'Any els vam passar a Eastwell Park. Durant les vacances d'estiu, la família anava a Osborne House, a l'illa de Wight.
El 1877, Rússia va entrar en guerra amb l'Imperi Otomà en un intent d'obtenir el control dels Balcans. La reina Victòria va enviar a l'emperador Alexandre II una sèrie de telegrames agressius que gairebé van conduir a un estat de guerra entre els dos països. La duquessa va quedar profundament commocionada per l'hostilitat de la seva sogra envers el seu país i, en particular, el seu propi pare.
A la Maria li va costar molt establir-se a la cort britànica. La seva mare va escriure que «Marie troba Londres horrible... l'aire allà espantós, el menjar anglès abominable, les hores més tardanes molt cansades, les visites a Windsor i Osborne avorrides més enllà de la creença». Maria va descriure Londres com «un lloc impossible, on la gent està boja de plaer» i una decepció en comparació amb els carrers amples, les cúpules daurades i els magnífics palaus de Sant Petersburg. Als seus ulls, el Palau de Buckingham i el Castell de Windsor mai podrien competir amb l'esplendor del Palau d'Hivern. Les visites constants a la seva sogra al castell de Windsor i a Osborne House eren tedioses. Tot i que li encantava la música, a la duquessa no li agradava el Royal Albert Hall, i el descrivia com a "tot eclesiàstic i... força avorrit... Cada concert dura diverses hores". Durant un banquet a Marlborough House, va tenir una conversa amb el primer ministre, Benjamin Disraeli. Quan Disraeli va identificar el seu rival, va exclamar: "Quina societat més estranya és aquesta. Allà on vaig hi ha un doble. Dos primers ministres, dos secretaris d'estat, dos Lord Chamberlains i dos Lord Chancellors".
A la Maria li desagradaven els seus sogres. La companyia de la reina Victòria era opressiva, i dels seus cunyats i cunyades, només es preocupava pels dos més joves: el príncep Leopold i la princesa Beatriu. Orgullosa del seu fort intel·lecte, considerava Alexandra, la princesa de Gal·les, una dona lleugera i ximple.

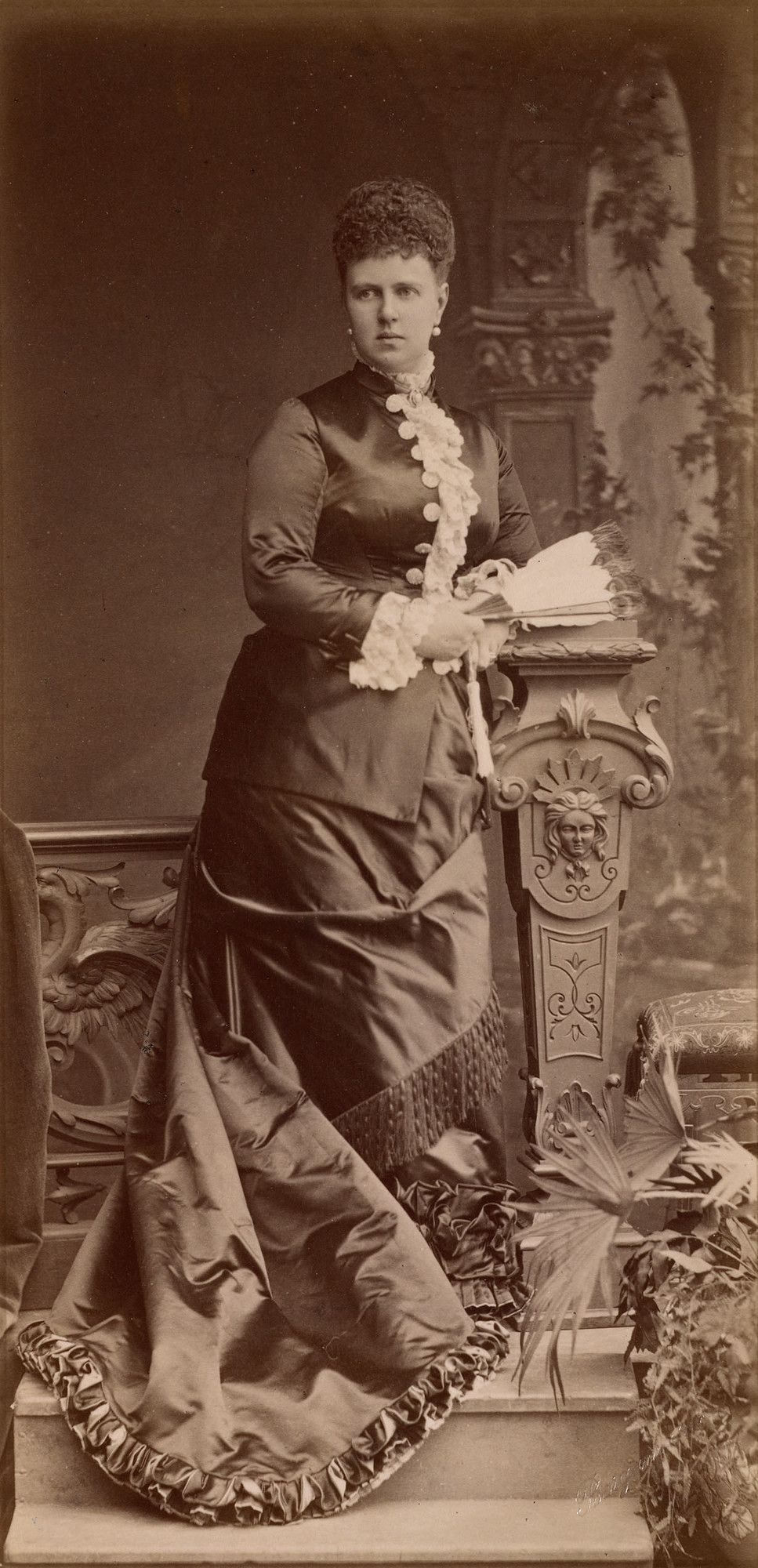
La duquessa d'Edimburg

La Maria enyorava cada cop més Rússia i estava contenta amb qualsevol excusa per tornar-hi. Va parlar del seu "cor rus" "i va dir que "cada veu comprensiva de la Pàtria és sagrada per a mi". La seva filla, la reina Maria de Romania, va reflexionar que "la meva mare estimava molt el seu país natal i mai es va sentir completament feliç a Anglaterra".
Els britànics la consideraven aspra i masculina en els seus modals. La seva actitud imperiosa envers els seus servents i el seu desafiament a les convencions angleses fumant en públic la van fer impopular. Va deixar igualment clar que no li importava el que pensés la gent.
El duc d'Edimburg era l'hereu presumpte del seu oncle sense fills Ernest II, duc de Saxònia-Coburg i Gotha, germà gran del príncep Albert. Després de la guerra russoturca de 1877-1878, Maria va residir a Coburg durant molt de temps, ja que s'esperava que el seu marit succeís el seu oncle, que ja era gran. El 17 de febrer de 1880, Maria va tornar a Rússia, durant la celebració del 25è aniversari de la coronació del seu pare. Aquell dia, els radicals van intentar assassinar l'emperador i tota la família imperial. Una bomba terrorista va demolir el menjador i la sala de guàrdies del Palau d'Hivern. Maria va tornar a Rússia el juny de 1880 per estar amb la seva mare moribunda. Ella era de tornada a Anglaterra, a Clarence House, quan el seu pare va morir a causa d'un atemptat terrorista amb bomba. Maria va haver de tornar corrents a Rússia per assistir al funeral a Sant Petersburg el març de 1881. El duc i la duquessa d'Edimburg van ser presents a la coronació del seu germà, l'emperador Alexandre III, a Moscou el maig de 1883. El juliol de 1884, van viatjar a Ilinskoe, als afores de Moscou, per visitar el gran duc Sergei, el germà petit de Maria, que s'havia casat amb la néta de la reina Victòria i neboda d'Alfred, la princesa Elisabet de Hessen i del Rin.

### A Malta

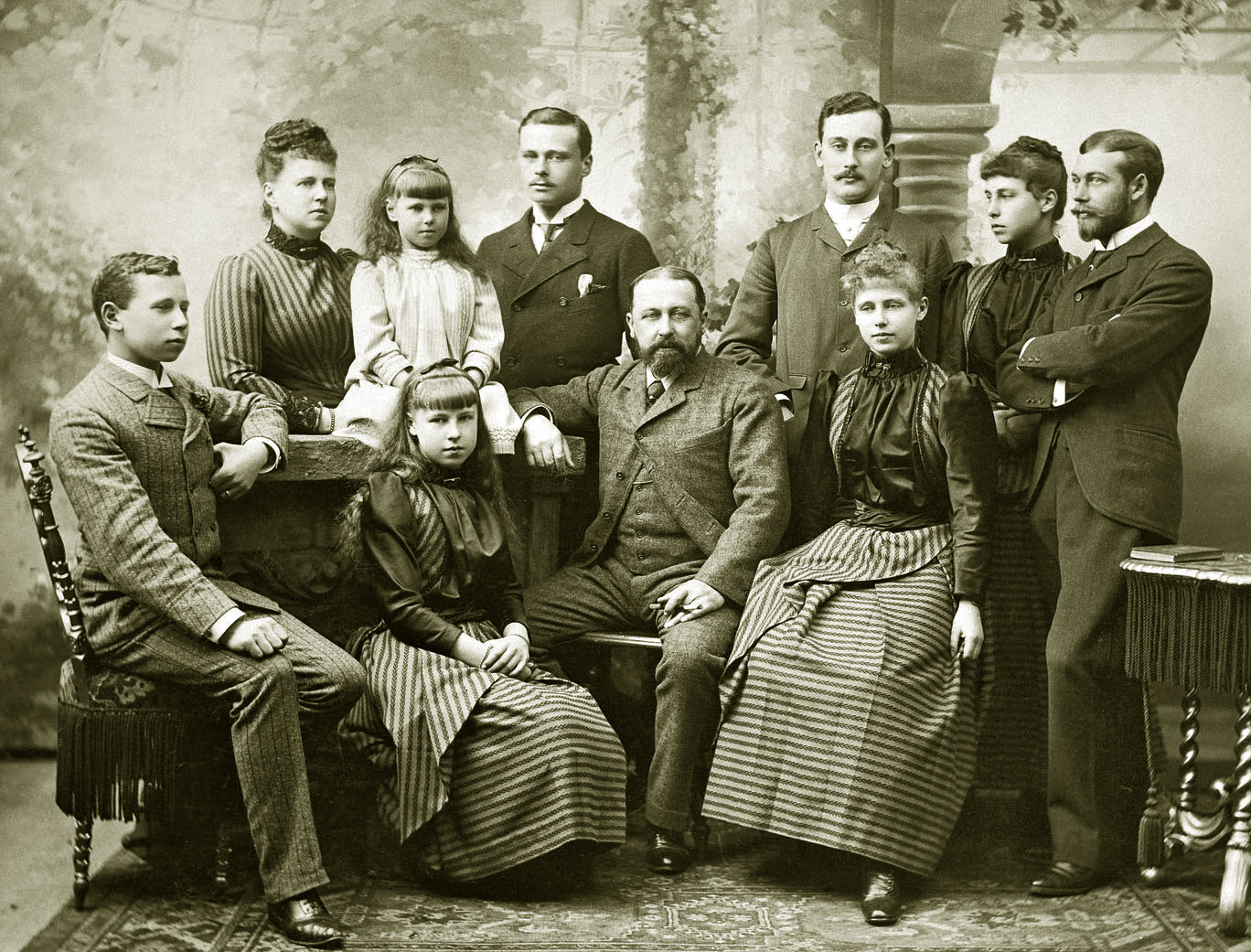
El duc i la duquessa d'Edimburg amb els seus cinc fills, i el príncep Jordi de Gal·les, el príncep Maximilià de Baden i el gran duc Ernest Lluís de Hessen, a Coburg, 1890

El gener de 1886, el duc va ser nomenat comandant en cap de la Flota Mediterrània Britànica, amb base a Malta. L'octubre de 1886, la família s'hi va establir. Durant els tres anys següents, van passar cada hivern al Palau de Sant Antoni de Malta. La vida a l'illa no era gaire emocionant per a la duquessa d'Edimburg, però era un descans benvingut de viure a Anglaterra. Mentre era a Malta, la duquessa va demostrar ser una excel·lent amfitriona, entretenint oficials navals i les seves esposes. El 1887, la parella va tornar breument a Londres per participar en el Jubileu d'Or de la reina Victòria. La carrera del seu marit a la marina britànica i els seus nombrosos parents a les corts europees van permetre a Maria viatjar molt, una cosa que realment gaudia. Va visitar la majoria de països europeus, com ara Espanya, Itàlia, els Països Baixos, Grècia i fins i tot Montenegro, a més de fer viatges anuals a Alemanya, Anglaterra i Rússia.

## Duquessa de Saxònia-Coburg i Gotha

### A Devonport

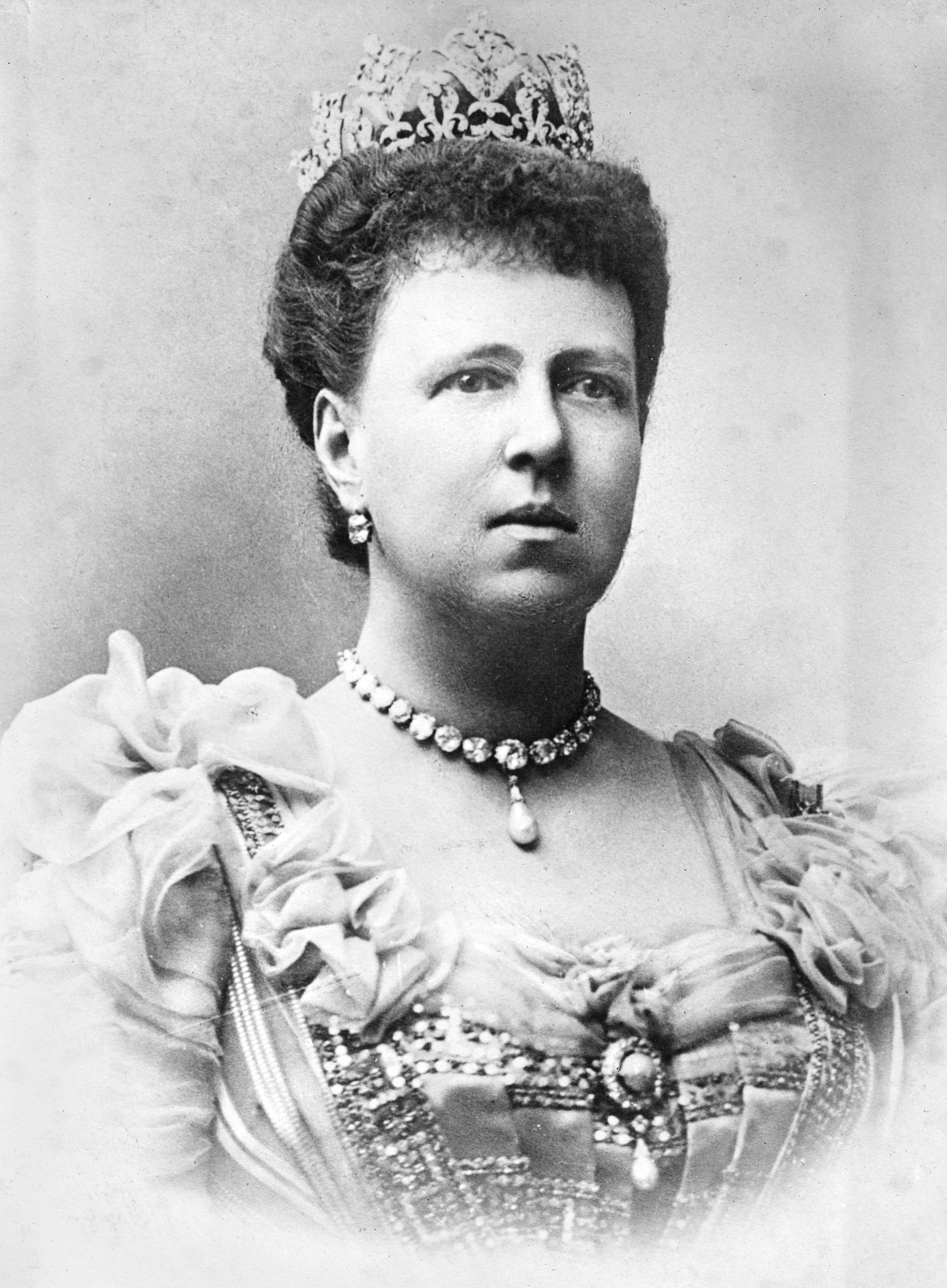
Maria Alexandrovna, duquesa de Saxònia-Coburg i Gotha

El març de 1887, el duc va renunciar al comandament de la Flota Mediterrània i la família es va traslladar a Coburg. La seva residència principal era el Palau d'Edimburg, on la duquessa celebrava la cort. El seu marit, ocupat amb els seus assumptes navals, era fora la major part del temps. La responsabilitat de l'educació dels cinc fills de la parella va recaure sobre la duquessa. Era una mare estricta però devota que s'assegurava de ser la persona més important a la vida dels seus fills. Entre l'agost de 1890 i el juny de 1893, el duc va estar destinat a la base de la Royal Navy a Devonport. A Maria no li agradava la Casa de l'Almirallat, la residència oficial del seu marit, i només feia rares visites a Devonport amb els seus fills.
Amb el pas dels anys, l'Alfred i la Maria es van anar allunyant. Tenien poca cosa en comú, a part d'un interès compartit per la música i els seus fills. Era reservat, taciturn, malhumorat, malhumorat i un bevedor empedreït. A mitjans de la dècada de 1880 era alcohòlic. El duc va ser descrit com a "groller, susceptible, obstinat, sense escrúpols, improvisador i infidel". La duquessa es va ressentir de l'actitud del seu marit, però va mantenir el seu matrimoni, amagant la seva problemàtica vida matrimonial als seus fills, proporcionant-los un ambient feliç. Més tard va confessar a una de les seves filles que sentia que mai havia estat res més que la "amant legítima" del seu marit. Les discussions sobre els seus fills van agreujar els problemes matrimonials de la parella. El duc esperava que la seva filla gran, Maria, es casés amb el seu nebot, el futur rei Jordi V. La duquessa, però, estava decidida que la seva filla evitessin el seu error i la va casar amb el príncep hereu Ferran de Romania el 10 de gener de 1893.

### A Coburg i Gotha

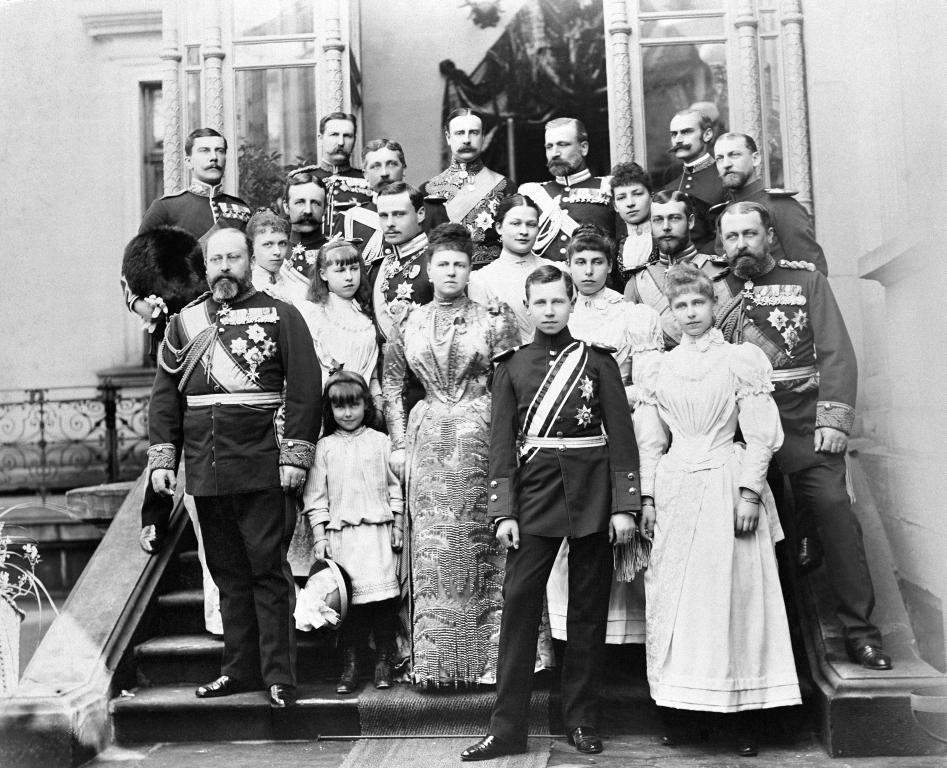
El duc i la duquessa de Saxònia-Coburg i Gotha amb membres de la família quan el seu fill ja és major d'edat

A la mort del seu oncle patern el 22 d'agost de 1893, el duc d'Edimburg va heretar el tron vacant de Saxònia-Coburg i Gotha, després que el seu germà gran, el príncep de Gal·les, hagués renunciat al seu dret a la successió. Amb l'ascens del seu marit al tron ducal, Maria es va convertir en duquessa de Saxònia-Coburg i Gotha, a més de ser duquessa d'Edimburg. A diferència del seu marit, que estava disgustat per deixar la seva carrera a la marina, Maria gaudia molt del seu nou paper. Va trobar el país "encantador" i la perspectiva d'"una nova bona posició, amb molta feina" una "veritable benedicció". Coneguda pel seu bosc de caça i els seus pintorescos castells, la propietat ducal era relativament petita, i comprenia finques separades a Coburg, Gotha, l'Alta Àustria i el Tirol, però allà podia viure segons els seus desitjos en un domini propi. La família es va traslladar al Palau d'Ehrenburg, la residència oficial del duc, però tots preferien la seva casa d'estiu, el Palau de Rosenau, una vil·la de color groc gingebre en un turó amb vistes a la campanya circumdant. També hi havia dues residències a Gotha on havien de viure part de l'any: el palau de Friedenstein i Reinhardsbrunn, que el duc gaudia pels seus terrenys de caça. La duquessa es va encarregar de la modernització dels castells mal moblats, i també d'obres benèfiques, obrint un establiment per a persones amb discapacitat intel·lectual que portava el seu nom. Les seves passions eren l'òpera i el teatre, que va recolzar tant a Coburg com a Gotha. La duquessa també era una àvida lectora i gaudia de la caça de bolets.

La principal residència familiar a Coburg era un edifici que havia estat adquirit per a l'ús del príncep Alfred el 1865. Conegut com a Palau d'Edimburg, es trobava davant del Palau d'Ehrenburg, la residència oficial del duc regnant, i al costat de la sala d'òpera de la ciutat. Va ser àmpliament remodelada el 1881 per acollir la creixent família de la parella. Les habitacions de la parella reial eren al segon pis, mentre que els dormitoris de les quatre joves princeses eren al tercer pis. Tant el duc com la duquessa d'Edimburg eren àvids col·leccionistes. Al Palau d'Edimburg, hi havia molts objectes que recordaven a Maria la seva terra natal. També organitzava entreteniment a l'estil rus.

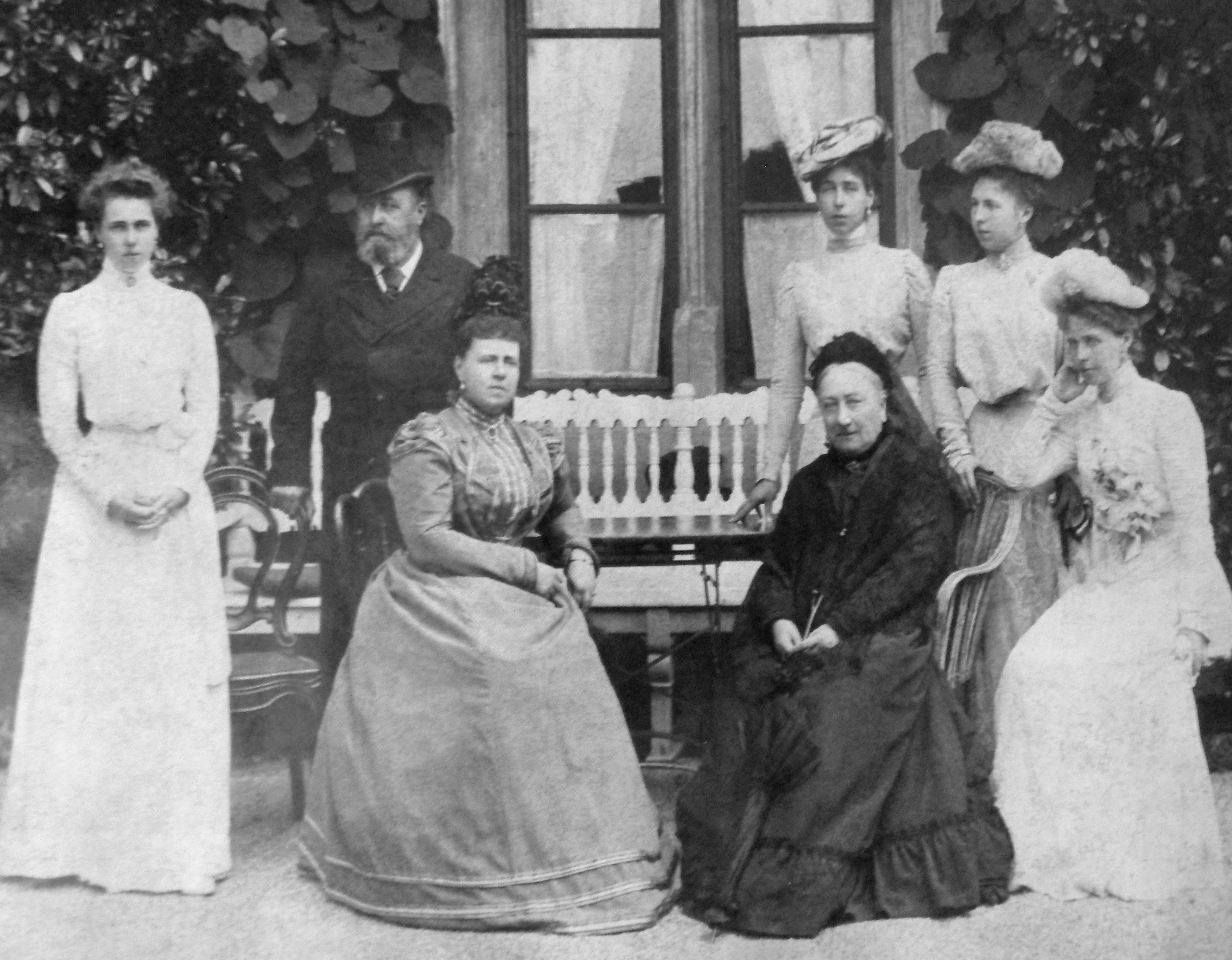
D'esquerra a dreta: la princesa Beatriu, el duc de Saxònia-Coburg i Gotha, la duquessa, la duquessa vídua, la princesa Victòria, la princesa Alexandra i la princesa Maria a Rosenau

La segona filla d'Alfred i Maria, Victòria Melita, es va casar amb Ernest Louis, Gran Duc de Hessen, el 19 d'abril de 1894. Inicialment, la duquessa es va oposar a aquest matrimoni, ja que Ernest era proper a la seva àvia britànica, la reina Victòria, que va arribar a Coburg amb molts altres membres de la reialesa per al casament. El novembre de 1894, el germà gran de Maria, Alexandre III, va morir de nefritis als quaranta-nou anys, deixant el seu fill de vint-i-sis anys, Nicolau II, com a nou emperador. Alfred i Maria van anar a Rússia, i hi van arribar just abans de la mort d'Alexandre III. Es van quedar a Sant Petersburg per al casament de Nicolau amb la seva promesa, la princesa Aleix de Hessen i del Rin, la filla més jove supervivent de la germana difunta d'Alfred, la princesa Alícia.
Malgrat les objeccions del seu marit, la duquessa va organitzar el matrimoni de la seva tercera filla, Alexandra, el setembre de 1895, amb Ernest II, príncep de Hohenlohe-Langenburg, nét de la germanastra de la reina Victòria, Feodora. Era agregat a l'ambaixada alemanya a Londres i la seva família era mediatitzada però no una família reial regnant. La principal preocupació de la duquessa era el seu únic fill capriciós, el "Jove Alfred", que va tenir una carrera accidentada a l'exèrcit imperial alemany. El 15 d'octubre de 1895 va arribar a la majoria d'edat, però ja tenia mala salut. El casament d'Alexandra va tenir lloc a Coburg l'abril de 1896, i el mes següent, Maria va viatjar a Rússia amb el seu marit i els seus altres quatre fills per a la coronació de l'emperador Nicolau II a Moscou. El juny de 1897, la duquessa i el seu marit van tornar a Londres per participar en el Jubileu de Diamant de la reina Victòria. En aquell moment, la relació de la parella s'havia deteriorat encara més. Maria es va desesperar a l'hora de trobar un tema de conversa amb el seu difícil marit, ja que ell odiava el seu interès per la literatura i el teatre, mentre que ella trobava "avorrida" la seva afició per la política i la caça. La duquessa es va sentir alleujada quan el seu marit va ser fora. Va escriure a la seva filla gran «si sabessis com de fàcil i còmoda és la vida sense ell». El 1898, la salut del duc s'havia deteriorat, agreujada pel seu consum excessiu de tabac i alcohol.

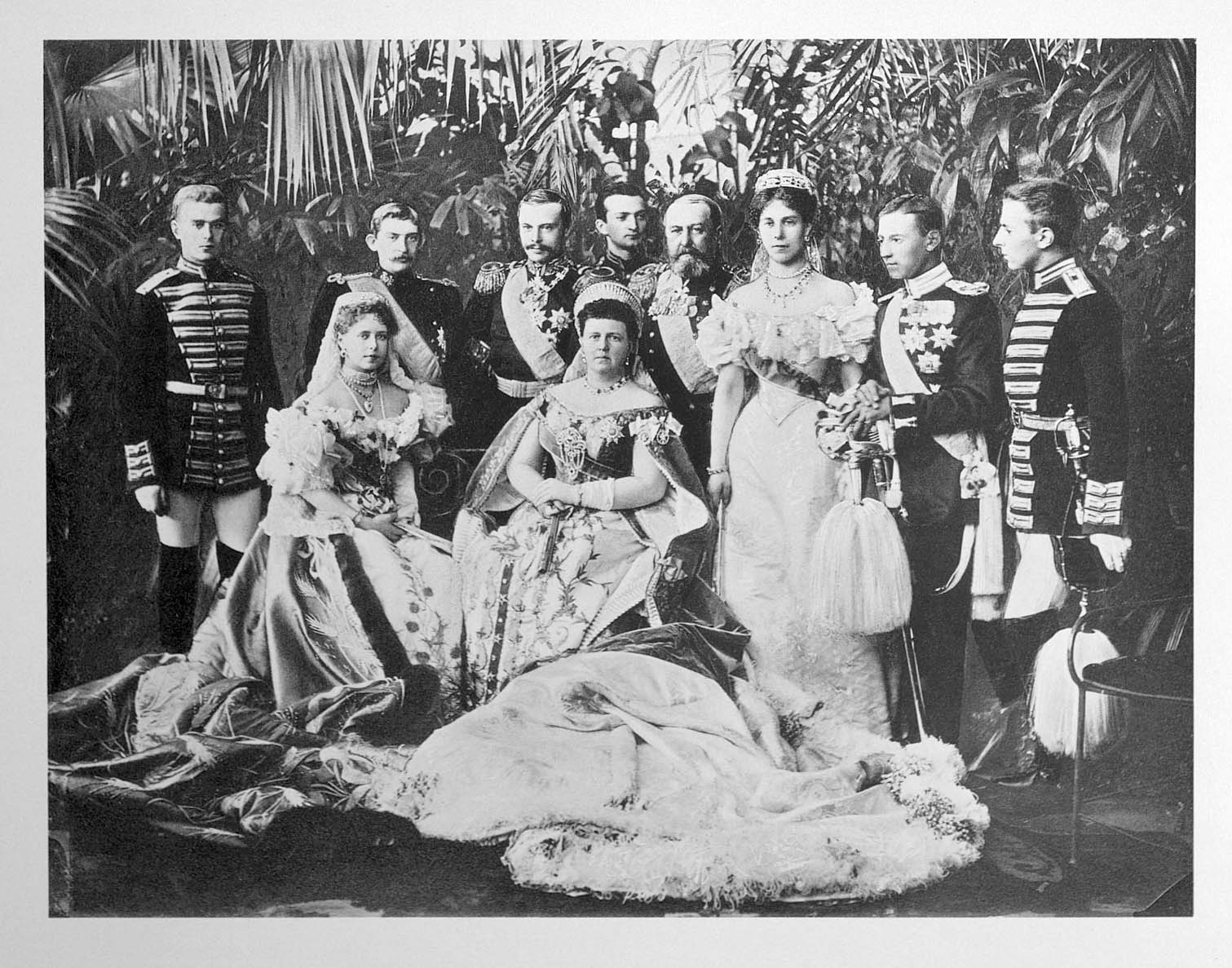
El duc i la duquessa de Saxònia-Coburg i Gotha amb els seus tres fills grans i dos gendres, durant la coronació de Nicolau II a Moscou, 1896

### Tragèdies familiars
El 23 de gener de 1899, Maria i el seu marit van celebrar el seu 25è aniversari de noces al Palau de Friedenstein de Gotha. Absent de les festes hi havia el seu únic fill, que estava greument malalt. El jove Alfred era un oficial subaltern a Potsdam, on les seves principals aficions eren el joc, la beguda i les dones. Va contreure sífilis el 1892 i, el 1898, la seva salut es va deteriorar ràpidament. Va morir als vint-i-quatre anys el 6 de febrer de 1899 a Meran, després que, segons sembla, es disparés a Gotha durant les celebracions de l'aniversari de noces dels seus pares. El duc estava desconsolat per la mort del jove Alfred. Aquesta tragèdia va allunyar encara més els pares, ja que Alfred va culpar la seva dona, que havia estat responsable de l'educació del jove Alfred. En el seu dolor, la duquessa es va agenollar plorant desconsoladament durant el funeral del seu fill. Amb la mort del jove Alfred, l'hereu del Ducat de Saxònia-Coburg i Gotha va ser el nebot d'Alfred, Carles Eduard, duc d'Albany, que va venir a Alemanya per educar-s'hi. La successió al ducat es va complicar per la notícia que el mateix Alfred tenia càncer de gola, massa avançat per a qualsevol tractament. El maig de 1900, ja no podia empassar-se i només se l'alimentava per sonda. La duquessa i la seva filla petita, Beatriu, que eren a Anglaterra visitant la reina Victòria, van tornar el 17 de juliol, sense adonar-se de la gravetat de l'estat del duc. El 30 de juliol de 1900 va morir mentre dormia al Palau de Rosenau, a Coburg. Maria era al seu costat amb les seves filles Victòria Melita, Alexandra i Beatriu. Maria es va convertir en duquessa vídua de Saxònia-Coburg i Gotha, mentre que el ducat va anar al nebot d'Alfred, Carles Eduard, que aleshores tenia setze anys. Durant la seva minoria d'edat, la regència va recaure sobre el gendre de Maria, el príncep Ernest de Hohenlohe-Langenburg, durant gairebé cinc anys.

## Els darrers anys

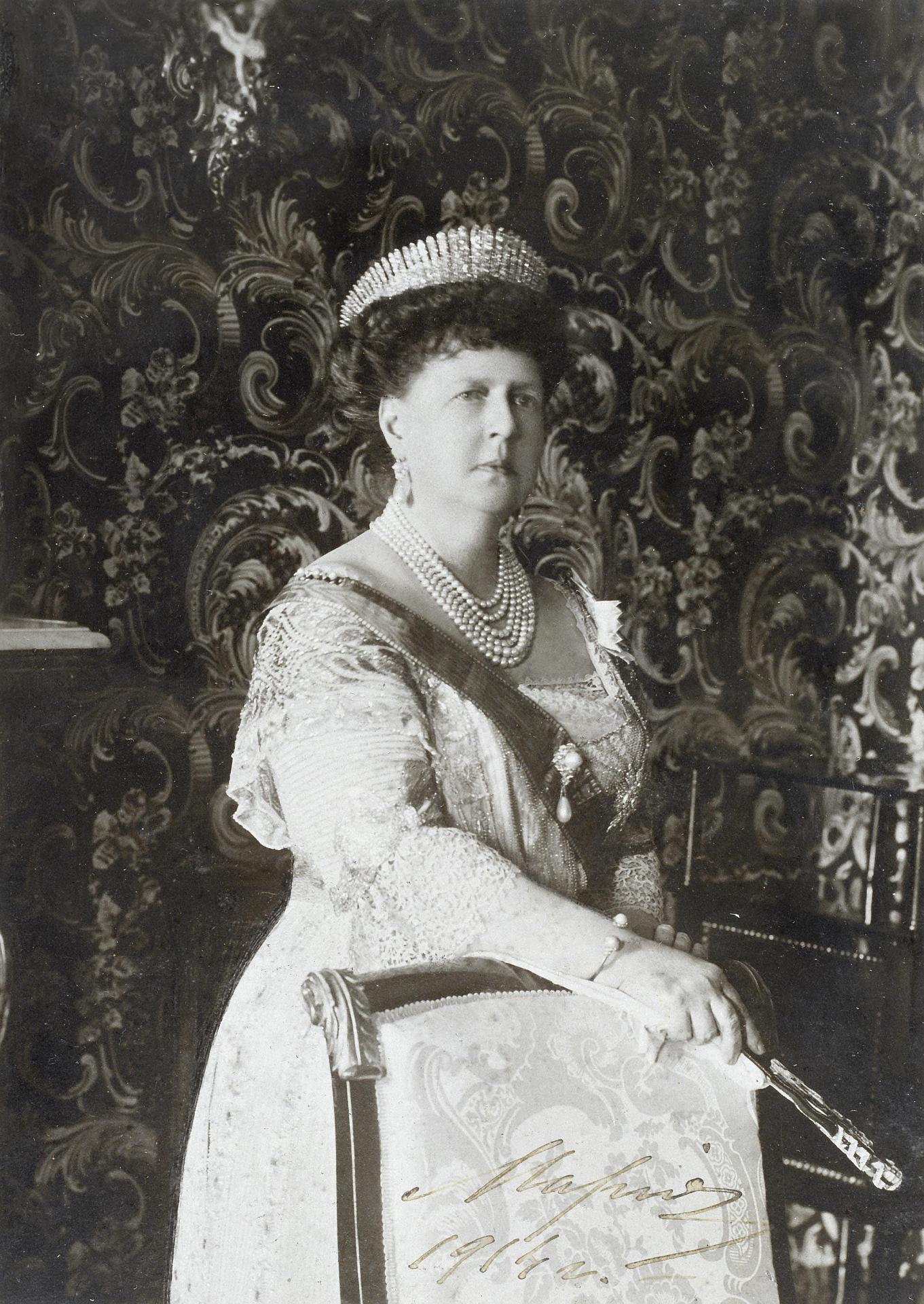
Maria Alexandrovna, duquessa vídua de Saxònia-Coburg i Gotha, el 1914

La Maria només tenia quaranta-sis anys quan va quedar vídua. Després de la mort del seu marit, va romandre un temps a Anglaterra, on va haver de renunciar a Clarence House, que havia heretat el seu cunyat, el duc de Connaught. Maria va estar a Osborne House durant els darrers dies de la seva sogra, la reina Victòria. Durant la seva viduïtat, va mantenir el Palau d'Edimburg com a residència a Coburg i el Palau de Friedenstein a Gotha. El Palau de Rosenau va continuar servint com a casa de camp. No obstant això, passava la major part del temps a la seva vil·la amb vistes a un llac a Tegernsee, Baviera. La seva residència d'hivern va ser el Château de Fabron, prop de Niça. El manteniment de cinc residències va suposar una pressió per a les seves finances.
Tot i que era crítica amb les seves filles, les va donar suport durant les seves crisis personals. El 1901, la seva segona filla, Victoria Melita, es va divorciar del seu marit i va venir a viure amb ella. El 25 de setembre de 1905, Victòria Melita es va casar amb el seu cosí germà matern, el gran duc Kirill Vladimirovich . La relació de la duquessa vídua amb el seu nebot, l'emperador Nicolau II, es va deteriorar, ja que aquest s'oposava al segon matrimoni de Victòria Melita, i això va condemnar a la fi el romanç entre la princesa Beatriu i el seu germà petit, el gran duc Miquel Alexandrovich .
Maria va lamentar que, després de treballar de valent pel Ducat de Saxònia-Coburg i d'aclarir les seves finances, el ducat va passar a Carles Eduard, que en va prendre el control quan va ser major d'edat el juliol de 1905. Les relacions amb el nou duc van ser tenses inicialment, però van millorar quan Carles Eduard va donar tot el seu suport al matrimoni de la filla petita de Maria, la princesa Beatriu, amb Alfons d'Orleans i Borbó, infant d'Espanya, el 15 de juliol de 1909. En els anys següents, la duquessa vídua va continuar fent viatges freqüents a la seva Rússia natal per allotjar-se amb la seva filla, Victòria Melita. El darrer dels seus viatges va tenir lloc el maig de 1914.
A l'esclat de la Primera Guerra Mundial, Maria era a Coburg després de tornar d'una visita al rei Jordi V al Palau de Buckingham. Les seves simpaties estaven dividides, però es va posicionar amb Alemanya contra la seva Rússia natal. La família Coburg va patir una intensa hostilitat durant la guerra per les seves connexions britàniques i russes. La posició de la duquessa vídua a Coburg es va tornar insostenible a mesura que la russofòbia s'apoderava de l'Imperi alemany. Per evitar complicacions, Maria es va mantenir allunyada de Coburg, retirant-se a Tegernsee, a Baviera. En un moment donat, mentre tornava a casa amb les seves dues filles petites, el seu cotxe va ser aturat per una multitud enfurismada que la va reconèixer i la va assetjar per la seva ascendència russa. La policia va trigar més d'una hora a treure'ls de la situació. Després d'aquell incident, Maria va anar a viure a l'exili a Suïssa, al Walhaus, un annex del Dolder Grand Hotel de Zuric.
L'agost de 1917 va escriure: "A l'edat de 63 anys, tinc molta frescor mental, si no física, i puc suportar amb paciència i resignació un final de vida trist i potser miserable que m'espera per a la vellesa... De vegades també sembla que em desespero, però no per mi mateixa, sinó per l'estat de les coses en general." Molts dels seus familiars van ser assassinats durant la Revolució Russa, inclòs el seu únic germà supervivent, el Gran Duc Pau, i el seu nebot, l'emperador Nicolau II, amb la seva família immediata. Després de la guerra, la duquessa vídua va perdre la seva gran fortuna, ja que la major part d'aquesta es trobava en fideïcomís a Rússia. Els seus ingressos britànics eren petits, i com que mai no en va veure ni un cèntim, es va veure obligada a vendre gran part de la seva col·lecció de joies.
Vivint en circumstàncies reduïdes a Zuric, Maria es va retrobar amb les seves dues filles grans, Marie i Victoria Melita, que havien estat al bàndol oposat durant la guerra. El juliol de 1920, va escriure: "Estic massa disgustada amb l'estat actual del món i de la humanitat en general... Han destruït i arruïnat la meva estimada Rússia, la meva estimada Alemanya." Era una dona trencada, la seva figura, sempre grassoneta, es va aprimar i les mans li tremolaven. Tot i que havia patit problemes gàstrics, la seva mort va arribar inesperadament. Cinc dies després del seu seixanta-set aniversari, el 22 d'octubre de 1920, va morir mentre dormia d'un atac de cor. Va ser enterrada al costat del seu marit i el seu fill al mausoleu ducal de Friedhof am Glockenberg  a Coburg. «Era profundament religiosa», va escriure la seva filla gran, «espero que Déu no la decebi com ho van fer la majoria de coses i éssers en aquesta vida».

## Arxius
Les cartes de Maria a la seva tercera filla, Alexandra, es conserven a l'Arxiu Central de Hohenlohe (Hohenlohe-Zentralarchiv Neuenstein) al castell de Neuenstein a la ciutat de Neuenstein, Baden-Württemberg, Alemanya.